# Casa Vives Castellet
Casa Vives Castellet és un edifici del municipi de Valls (Alt Camp) protegit com a bé cultural d'interès local.

## Descripció
Edifici entre mitgeres format per dues construccions de diferent època i tipologia per bé que unificades constructivament i decorativament per fer un sol habitatge. La tipologia externa es manté diferenciada. La banda esquerra, arrebossada, presenta planta amb entresòl, dos pisos i golfes, i respon a la simplicitat de línies de les construccions vallenques del segle xix, norma alterada per un esgrafiat floral i geomètric. La banda dreta contrasta tant per la composició com pel material emprat, que en aquesta part és la pedra. A l'entrada s'obre una gran porta d'arc de mig punt que dona un ampli vestíbul, coronada per dues grans volutes i una garlanda. A l'altura del primer pis hi ha una finestra d'inspiració medieval, separada per dos mainells, amb tres arcs de mig punt i ornamentada amb garlandes i escut central. A la part superior es troben dos grans rebaixats amb columna de fust helicoidal. Aquest conjunt és de maó amb ferros decoratius.

## Història
Edifici construït per l'arquitecte Josep Maria Vives Castellet com a habitatge propi amb motiu del seu casament, l'any 1913. L'edifici es va aixecar en un terreny contigu a la casa de la seva família. Vives va remodelar l'antic edifici del segle xix i integrà el conjunt en un nou edifici únic. En aquesta casa, en la qual l'arquitecte passà la seva vida existeix encara el seu estudi, en el primer pis. Actualment viuen els seus fills.